# Callobius gertschi
Callobius gertschi är en spindelart som beskrevs av Robin Ernest Leech 1972. Callobius gertschi ingår i släktet Callobius och familjen mörkerspindlar. Inga underarter finns listade.